# ABCクッキングスタジオ

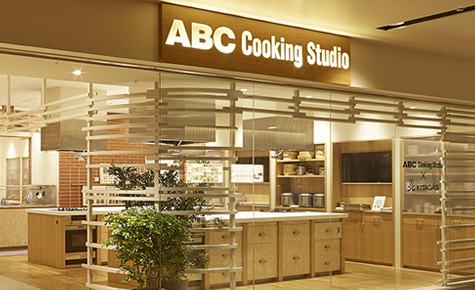
教室の一例
札幌 赤れんが テラススタジオ

ABCクッキングスタジオ（英: ABC Cooking Studio）は、東京都千代田区丸の内に本社を置く株式会社ABC Cooking Studioおよび同社が展開する料理教室である。ABCの略称を持つ朝日放送グループとは資本・人的関連はない。

## 概要
日本、中国、香港、台湾、韓国、シンガポール、タイ、マレーシア、インドネシアの9か国・地域に「ABCクッキングスタジオ」を163スタジオ展開している。
日本では、北は北海道から南は沖縄まで、各地に教室（スタジオ）を展開する。ショッピングセンターの中に、テナントとして入る事例が目立つ。教室をスタジオと呼び、仕切りのないガラス張りのオープンスタジオとなっており、外から教室内を見ることができる。
もともと女性専用の料理教室「ABCクッキングスタジオ」として展開していたが、2014年より全てのスタジオで男性受け入れをしている。また、年中～小学3年生まで利用でき食育に特化した「abc kids＋」、カラダを気遣うすべての大人にむけた「OTONA ABC Cooking Studio」、自由に手作りを楽しむアトリエ「Whip」などのサービスも展開している。
生徒数は2019年4月現在、国内外合わせ33万人に及ぶ。その約70%をF1（20-34歳）が占めている。
ABCクッキングスタジオの親会社『ABC HOLDINGS』の株式を2014年1月に、NTTドコモが51%を取得したが、2019年3月に株式譲渡が行われ、現在は『ABC HOLDINGS』がすべての株式をもつ。
海外1号店として2010年12月、上海に出店。2019年4月現在、海外では上海 3店舗・北京 2店舗・成都 3店舗・重慶 3店舗・広州 1店舗・深圳 1店舗・杭州 3店舗・廈門1店舗、鄭州1店舗、西安1店舗、香港3 店舗、台北5店舗、ソウル1店舗、シンガポール2店舗、バンコク2店舗、クアラルンプール2店舗、ジャカルタ2店舗とアジアを中心に急成長している。
2024年7月31日付けで中国で運営する12店舗で、資金繰り悪化を理由に突然閉鎖。中国国内のSNSでは、「全額の返金はおそらく難しいと言われた」「日本の企業だから信頼していた」と言った声が相次いでいる。

## 沿革
- 1985年（昭和60年）11月 - 静岡県藤枝市にて、横井啓之が食器、調理器の販売店を併設した料理教室を始める。
- 1987年（昭和62年）4月 - 株式会社ジェンヌを設立。
- 1993年（平成5年）3月 - 渋谷にスタジオを出店し、都内へ進出。
- 1999年（平成11年）3月 - 初のガラス張りのスタジオを大宮ロフトにオープン。
- 2003年（平成15年）7月 - 株式会社ABC Cooking Studioに社名変更。
- 2005年（平成17年）11月 - abc kids1号店をアリオ川口にオープン。
- 2006年（平成18年）
  - 3月 -「2005年デザイン・エクセレント・カンパニー賞」受賞。
  - 10月 - キッザニア東京（豊洲）「料理パビリオン」に出展。
- 2007年（平成19年）
  - 2月 - ABC Cooking Studio＋m1号店を丸の内にオープン。
  - 3月 - ABC Cooking Studio plus internationalを東京ミッドタウンにオープン。「第15回 BEST STORE OF THE YEAR」優秀賞を受賞。
  - 4月 - 通販事業サービス「ABC Cooking MARKET」をスタート。
- 2010年（平成22年）12月 - 中国・上海市に海外1号店「上海大悦城JoyCityスタジオ」をオープン。
- 2012年（平成24年）
  - 9月 - 北京1号店「北京朝陽大悦城JoyCityスタジオ」をオープン。
  - 10月 - 丸の内にABC HEALTH LABOをオープン。
- 2013年（平成25年）
  - 6月 - ルミネ大宮にABC Cooking Studio Health&Beautyがオープン。「DIGITAL SIGNAGE AWARD 2013」ブロンズ賞を受賞。
  - 11月 - 香港1号店「K11スタジオ」をオープン。
- 2014年（平成26年）
  - 1月 - 株式会社NTTドコモと資本提携。
  - 5月 - 台湾1号店「南港スタジオ」をオープン。TECOグループとの合併会社、初のフランチャイズ店舗。
  - 10月 - 韓国1号店「ロッテワールドモールスタジオ」をオープン。
  - 11月 - 成都1号店「成都太古里スタジオ」をオープン。
- 2015年（平成27年）
  - 3月 - OTONA ABC Cooking Studio1号店を岡山にオープン。「未病の普及・啓蒙」を目指し、神奈川県と事業連携。
  - 4月 - 東京會舘との共同事業として、「東京會舘クッキングスクールsupported by ABC Cooking Studio」を東京丸の内にオープン。シンガポールに1号店をオープン。
  - 5月 -「国産食材の多様な利用と地産地消の促進」を目指し、JA全農と事業連携。「dマーケット」の新サービス「dグルメ」の運営及び料理動画などのコンテンツを提供開始。
  - 9月 - タイに現地1号店「セントラルワールドスタジオ」をオープン。
  - 10月 - オムロン ヘルスケア、ドコモ・ヘルスケアと「⼥性のカラダ・ミカタ宣言」コンソーシアムを設立。
- 2016年（平成28年）
  - 3月 - 海外輸出支援・地域活性化への貢献を目指し、農林中央金庫（JAバンク）、リクルートライフスタイル、農協観光と包括的パートナーシップ協定を締結。
  - 5月 - 通信講座サービス「ABC Online Lesson」の提供を開始。
  - 12月 - 杭州1号店「杭州大厦スタジオ」、マレーシア1号店「パビリオン　クアラルンプールスタジオ」をオープン。
- 2017年（平成29年）
  - 3月 - 新宿PePeにWhip（ホイップ）1号店をオープン。
  - 6月 - 青森県の魅力あふれる食材や観光資源を日本内外へ発信することを目的に青森県と共同プロジェクトを始動。
  - 7月 - 重慶1号店「重庆北城天街店 スタジオ」をオープン。
  - 8月 - 広州1号店「广州天环广场店スタジオ」をオープン。
  - 9月 - Whip初の単独店として「Whip そごう千葉ジュンヌ店」をオープン。深圳1号店「深圳万象天地店 スタジオ」をオープン。
  - 10月 - 静岡県藤枝市と「食」を活かした地方創生の実現に向け、包括連携協定を締結。
  - 11月 - 石川県小松市の子育て支援事業のサポートを開始。
- 2018年（平成30年）
  - 4月 - 女性の健康増進を目指し、ロート製薬と共同プロジェクトを発足。
  - 5月 - 国内フランチャイズ第1号店「近鉄四日市スタジオ」をオープン。

## グループ会社
- 株式会社ABC HOLDINGS
- 株式会社ボディーズ
- 株式会社エービーシースタイル
- 株式会社エービーシーキャピタル
- ABC少額短期保険株式会社（旧 エービーシーライフコンフィデンス株式会社）
- 株式会社ABCモール